# Poltys bhavnagarensis
Poltys bhavnagarensis là một loài nhện trong họ Araneidae.
Loài này thuộc chi Poltys. Poltys bhavnagarensis được miêu tả năm 1988 bởi Patel.